# Jill St. John
Jill St. John (Los Angeles (Californië), 19 augustus 1940) is een Amerikaans actrice.
Ze was bondgirl in de James Bondfilm Diamonds Are Forever in de rol van Tiffany Case. Ze speelde ook in tal van series waaronder verschillende afleveringen van The Love Boat, Dempsey and Makepeace, Magnum, P.I. en Seinfeld. De laatste film waarin ze speelde was The Calling uit 2002.
- Biblioteca Nacional de España: XX1278015
- Bibliothèque nationale de France: cb14229380z (data)
- Gemeinsame Normdatei: 136393616
- International Standard Name Identifier: 0000 0000 7823 8503
- Library of Congress Control Number: n86116413
- MusicBrainz: 90823b6a-0a1b-45b5-be9a-5819abc4cf7c
- Nationale Bibliotheek van Tsjechië: pna2008456641
- Nationale Bibliotheek van Israël: 987007317731705171
- Nationale Bibliotheek van Polen: a0000001653216
- Système universitaire de documentation: 148341888
- Virtual International Authority File: 80745182
- WorldCat: E39PBJjMykHrKxc3DgVQJfbPQq